# 박민수 (1994년)
박민수(1994년 5월 3일 ~ )는 대한민국의 전 축구 선수이며, 포지션은 수비수였다.